# Luc Jacob-Duvernet
 (septembre 2017).
Si vous disposez d'ouvrages ou d'articles de référence ou si vous connaissez des sites web de qualité traitant du thème abordé ici, merci de compléter l'article en donnant les références utiles à sa vérifiabilité et en les liant à la section « Notes et références ».
Luc Jacob-Duvernet est éditeur, journaliste et écrivain.
Après avoir dirigé des rédactions de journaux et de magazines, il a créé une maison éponyme, les Éditions Jacob-Duvernet.

## Biographie
Après des études de sinologie, Luc Jacob-Duvernet a commencé sa carrière de journaliste en dirigeant l’hebdomadaire régional La Gazette du Val d’Oise et des Yvelines. Il a été successivement rédacteur-en-chef de Murs, Murs, du Temps Retrouvé, de Que Choisir Santé, et conseiller éditorial de La Recherche et de L’Histoire.
Il a créé sa première entreprise en 1979 (Agence Milieu) consacrée aux relations entre les entreprises chinoises et françaises via des supports de communication (journaux en langue chinoise).
Après la presse, il se tourne vers l’édition de livres en créant d’abord la Société des Fondateurs de Générations (SFG) en février 1992 qui publie une revue semestrielle Les Cahiers de Générations portant sur les liens intergénérationnels et anime le Club Génération, un think tank auquel participent des personnalités du monde de la mutualité et de l’assurance ainsi que des experts de la démographie et des questions liées à la retraite. La Société des Fondateurs de Générations prend le nom des Éditions Jacob-Duvernet en 1998, avec le lancement de la collection des Guides France Info, en partenariat avec les Éditions Balland et Radio France. Une centaine de guides pratiques sont publiés jusqu’en 2004.
Les Éditions Jacob-Duvernet se tournent vers la littérature générale. Les livres publiés traitent de nombreux sujets dans divers domaines (société, politique, sociologie, économie, sport). Plusieurs de ses publications ont suscité des polémiques comme Rose Mafia de Gérard Dalongeville, Mon père, ce tortionnaire de Bernard de Souzy ou encore Le Front national des villes & le Front national des champs d'Octave Nitkowski.
Les Éditions Jacob-Duvernet ont fermé leurs portes en avril 2014, après 22 ans d’exercice. De nombreux titres du fonds ont continué à vivre, en étant publiés, depuis la fin 2014, par une petite maison d’éditions parisienne, ce qui a permis de faire perdurer l’image des Éditions Jacob-Duvernet.
Parallèlement à cette activité d’éditeur, Luc Jacob-Duvernet se lance dans la production éditoriale numérique pour valoriser les contenus sur internet, en développant en 1998 une société d’édition sur le web (SFGNET). Il a créé notamment e-sante.fr le premier site d’information français de santé en 1999. Aujourd’hui, il poursuit cette activité en produisant des applications thématiques au sein de la société Coccinelle Software qu’il dirige depuis janvier 2017.
Luc Jacob-Duvernet a eu également une activité de coaching de 1995 à 2005. Il a conseillé des présidents de société, des élus (présidents de conseil régional et maires de grande ville) et des directeurs d’entreprise. Cette activité a fait suite à la parution d’un livre Le miroir des Princes qu’il a publié au Seuil en 1994, essai consacré à l’exercice du pouvoir et à la culture stratégique des élites.

## Publications
- Le miroir des princes. Essai sur la culture stratégique des élites qui nous gouvernent, Seuil, 1994
- La République des artisans, avec Alain Lebaube, Balland, 1999
- Piège pour un flic[6], roman avec Frédéric Péchenard, Anne Carrière, 2003
- L’art de transmettre[7], L’Archipel, 2017
- Nos chers éditeurs[8], Écriture, 2019